# Herby (gemeente)
De gemeente Herby is een landgemeente in powiat Lubliniecki (woiwodschap Silezië).
Op 30 juni 2004 telde de gemeente 6969 inwoners.

## Oppervlakte gegevens
In 2002 bedroeg de totale oppervlakte van gemeente Herby 87,47 km², waarvan:
- agrarisch gebied: 23%
- bossen: 63%

De gemeente beslaat 10,64% van de totale oppervlakte van de powiat.

## Demografie
Stand op 30 juni 2004:
| Omschrijving                   | Totaal | Totaal | Vrouwen | Vrouwen | Mannen | Mannen |
| ------------------------------ | ------ | ------ | ------- | ------- | ------ | ------ |
| eenheid                        | aantal | %      | aantal  | %       | aantal | %      |
| inwoners                       | 6969   | 100    | 3484    | 50      | 3485   | 50     |
| bevolkingsdichtheid (inw./km²) | 79,7   | 79,7   | 39,8    | 39,8    | 39,8   | 39,8   |

In 2002 bedroeg het gemiddelde inkomen per inwoner 1521,6 złoty.

## Administratieve plaatsen (sołectwo)
Herby (gemeentezetel), Lisów, Olszyna, Kalina, Hadra, Chwostek, Tanina en Łebki.
Zonder de status sołectwo: Brasowe, Braszczok, Cztery Kopy, Drapacz, Głąby, Kierzki, Kolonia Lisów, Łęg, Mochała, Niwy, Oleksiki, Otrzęsie, Pietrzaki, Piłka, Pustkowie, Turza.

## Aangrenzende gemeenten
Blachownia, Boronów, Ciasna, Kochanowice, Konopiska, Koszęcin, Przystajń, Wręczyca Wielka.